# Maksim Mokrousow
Maksim Władimirowicz Mokrousow (ros. Максим Владимирович Мокроусов; ur. 1 października 1983 w Lipiecku) – rosyjski bobsleista, dwukrotny medalista mistrzostw świata.

## Kariera
Pierwszy medal w karierze Maksim Mokrousow wywalczył w 2013 roku, kiedy wspólnie z Aleksandrem Zubkowem, Aleksiejem Niegodajło i Dmitrijem Trunienkowem zajął drugie miejsce w czwórkach na mistrzostwach świata w St. Moritz. W tej samej konkurencji był też między innymi piąty na rozgrywanych rok wcześniej mistrzostwach świata w Lake Placid. W 2014 roku wystartował na igrzyskach olimpijskich w Soczi, gdzie reprezentacja Rosji III z Mokrousowem w składzie zajęła piętnaste miejsce w czwórkach. Ponadto był też drugi w rywalizacji drużynowej na mistrzostwach świata w Igls w 2016 roku.